# Notiospathius janzeni
Notiospathius janzeni är en stekelart som beskrevs av Marsh 2002. Notiospathius janzeni ingår i släktet Notiospathius och familjen bracksteklar. Inga underarter finns listade i Catalogue of Life.